# Megalonyx
Megalonyx war ein Riesenfaultier aus der Familie der Megalonychidae. Die Gattung lebte während des Pliozäns und Pleistozäns in Nordamerika und starb erst vor etwa 11000 Jahren aus.

## Verbreitung und Lebensweise
Im Pliozän tauchte Megalonyx zum ersten Mal vor etwa 3 Millionen Jahren in Nordamerika auf. Mehrere Arten wurden beschrieben, doch heute geht man davon aus, dass nur drei davon berechtigt sind. Die frühe Art M. leptostomus war noch ziemlich klein und entwickelte sich zu M. wheatleyi weiter. Aus diesem entwickelte sich die größte Art, das Jefferson Bodenfaultier M. jeffersonii, das bis ins späteste Pleistozän überlebte. Megalonyx jeffersonii wurde nach dem 3. Präsidenten der Vereinigten Staaten benannt und bewohnte die östlichen zwei Drittel der USA sowie den pazifischen Westteil Nordamerikas. Landeinwärts erreichte es vom Pazifik aus Idaho und im Norden Alaska. Damit stieß es von allen Faultierarten am weitesten nach Norden vor. Es entstand vermutlich vor rund 150.000 Jahren und starb vor 11.000 Jahren etwa zeitgleich mit den anderen Riesenfaultieren und etlichen weiteren Großsäugern Nordamerikas aus.
Megalonyx war ein Laubfresser und bewohnte nach seinem Verbreitungsgebiet zu schließen vor allem Wälder und Parklandschaften.

## Aussehen
Megalonyx war etwas größer als Paramylodon und deutlich größer als Nothroteriops, die beide zur gleichen Zeit in Nordamerika lebten. Mit 2,5 bis 3 m war Megalonyx jeffersonii etwa so groß wie ein Ochse und zählte damit zu den mittelgroßen Faultieren. Die früheren Arten M. leptostomus und M. wheatleyi waren beide kleiner. Mit den Hinterbeinen trat dieses Faultier auf den ganzen Sohlen auf, während es die Vorderklauen nach Art der anderen Riesenfaultiere zur Seite umbog und auf den Fingerknöcheln lief. Heute bewegt sich noch der Große Ameisenbär ganz ähnlich fort.

## Entdeckungsgeschichte
Bereits 1796 wurden die ersten Reste in Kentucky gefunden, der spätere US-Präsident Thomas Jefferson beschrieb den Fund drei Jahre später in einem Brief an die American Philosophical Society. Später instruierte er die Teilnehmer der Lewis-und-Clark-Expedition, die 1804 bis 1806 den amerikanischen Westen erforschte, nach diesen Tieren Ausschau zu halten, da man vermutete, dass sie eventuell noch leben könnten. 1822 erhielt die Art ihren wissenschaftlichen Namen, zu Ehren des US-Präsidenten.